# Jonathan Liljedahl
Jonathan Liljedahl, född 2 december 2001, är en svensk fotbollsspelare som spelar för Ljungskile SK.

## Karriär
Liljedahl började spela fotboll i Gerdskens BK. Därefter gick Liljedahl till Holmalunds IF där han började spela seniorfotboll som 14-åring, innan han 2018 skrev på för Örgryte IS. 
Liljedahl vann Gothia Cup B18 med Örgryte IS 2018, och gjorde 48 mål på 41 tävlingsmatcher för klubben. 
Den 9 januari 2020 värvades Liljedahl av AC Perugia.   Tiden i Perugia blev kortvarig då Liljedahl gick till Utsiktens BK i juni samma år, 2020. 
Säsongen 2021 värvades Liljedahl till Sävedalens IF där han spelade i 3 år och gjorde 23 mål på 73 matcher. Till säsongen 2024 plockade Ljungskile SK in Liljedahl på ett kontrakt som sträcker sig över 2024.